# 교육 이론
교육 이론(敎育理論, 영어: education theory)은 교육과 학습의 목적, 적용 및 해석에 대한 이론이다. 교육 이론의 역사는 그리스의 교육가들과 학자들로부터 시작되었으며, 18세기 이후의 교수와 성인 교육학(andragogy)을 포함한다. 20세기에 들어서, '이론'은 교수(敎授), 평가, 교육법에 대한 다양한 학술적 접근을 포괄하였다. 이들 대부분은 다양한 기준과 철학, 사회 이론, 문화적 연구, 심리학 등으로 알려졌다.

## 이론과 실제
교육의 이론이나 실제는 교육환경 속에서 일어나고 있는 현상을 연구대상으로 삼는다. 교수(敎授)에 대한 접근으로서 실제적인 활동방법은 이론적인 탐구행동보다 더욱 영향력이 있다. 교육사상가로서 교육개혁에 기여했던 페스탈로치나 프뢰벨·몬테소리 등은 이론적인 교수(敎授)보다는 교훈이나 실제적인 문제 해결의 업적에 보다 더 기여했다. 교육 현상에서는 전통적으로 실제적인 행동에 먼저 주의를 기울여, 현실적으로 평가해서 효력을 나타내면 만족하였다. 결과적으로 이론에 대한 탐구의 필요성이 등한시되어, 순수한 교육이론은 발전되지 못하고 다른 인접 학문에서 발달된 이론을 좁은 범위에 적용시키는 정도였다.

## 현대의 교육 이론과 기능
현대에는 교육 실제에 대한 연구와 이를 설명하기 위한 이론적 구조를 형성하기 위한 노력이 계속되어, 교육적인 사상들을 설명하고 그 인과 관계를 밝혀 보기 위해서 일반화와 법칙, 그리고 공리(公理)와 정리 등을 엄격하게 다듬어서 정의하였다. 이러한 개념들로 이룩된 이론은 주어진 사상의 관계만을 드러내어 밝히는 것으로, 실제화될 수 있는 가능성이지 실제화된 것은 아니다.
교육 이론은 사회 과학의 이론으로서 교육 환경에서 적용되는 범위와 한계·대상 등의 한정된 영역을 갖고 있으며, 모든 교육 현상에 근거한 개념 체계를 형성한다. 이러한 개념 체계에서 개념 상호간의 유기적인 관계가 성립되어 교육이론을 정립하며, 교육 현상에 대해서 '기술·예언·설명·통제'의 네 가지 기능을 발휘한다.
교육 이론의 '기술적인 기능'은 교육 현상에서 참이라 인정하는 일련의 전제로부터 필연적으로 또는 논리적으로 유도되는 문장 형성을 의미하며, 사실과 관찰되는 현상을 정리하여 체계를 세워 이론에 공헌하는 역할을 한다. 기술은 논리적인 성격을 포함한 문장이므로, 전문가가 아니라도 이론을 통해서 정보의 내적 연관성이나 그 한계를 알 수 있기 때문에 현상을 투시하는 데 도움이 된다. 문장으로 형성된 이론의 구조는 논리 연역적 체계나 논리 수학적 체계를 진술된 문장 속에 담고 있다.
교육 이론의 '예언적 기능'은 교육현상 속에서 이미 알려진 사실들의 관계로부터 아직 관찰되지 못한 사상을 추론하여 그 관계를 밝혀 내는 역할을 한다. 이론의 예언적 기능을 통해서 새로운 사실을 발견할 수 있고, 지식의 새로운 가능성의 세계를 창조할 수도 있다.
교육 이론의 '설명적인 기능'은 교육 현상의 개념들을 논리적인 구조로서 얽어매어 주는 역할을 한다. 즉, 교육 이론의 설명은 교육 현실의 법칙이나 사실을 전제하고, 거기에서 논리적인 결론을 연역하여내는 형식을 취하고 있다. 설명은 상관관계가 높은 인과관계의 법칙을 갖는다.

## 교육 이론가
대표적인 교육 이론가는 다음과 같다.
- 마이클 애플(Michael Apple)
- 찰스 비어드(Charles Beard)
- 시어도어 브라멜드(Theodore Brameld)
- 존 듀이(John Dewey)
- 조지 카운츠(George Counts)
- 파울루 프레이리(Paulo Freire)
- 하워드 가드너(Howard Gardner)
- 헨리 지루(Henry Giroux)
- 존 홀트(John Caldwell Holt)
- 벨 훅스(Bell Hooks)
- 이반 일리히(Ivan Illich)
- 조너선 코졸(Jonathan Kozol)
- 피터 멕라렌(Peter McLaren)
- 마리아 몬테소리(Maria Montessori)
- 해럴드 러그(Harold Rugg)
- 리처드 미첼(Richard Mitchell)
- 앨런 블룸(Allan Bloom)

## 서양의 현대 교육사상

### 개요
서양의 현대 교육사상의 계보(系譜)를 크게 다음과 같이 나누어 살펴볼 수 있다.
① 아동 개성의 자유스럽고 활발한 신장 발전(伸張發展)을 교육목적으로 삼고 있는 스웨덴의 엘렌 케이(Ellen Key, 1849-1926), 독일의 루트비히 구를리트(L. Gurlitt, 1855-1931) 및 이탈리아의 마리아 몬테소리(M. Montessori, 1870-1952)를 중심으로 하는 개인적 자유주의 교육사상,
② 심리학적 실험을 아동에게 적용하여 확실한 교육방법을 모색하려는 독일의 에른스트 모이만(E. Meumann, 1862-1915)·라이(W. A. Ray, 1862-1926) 등을 중심으로 하는 실험주의 교육사상,
③ 교육의 사회적 영향을 실증적으로 체계화하려는 독일의 베르게만(P. Bergemann, 1862-1946), 미국의 존 듀이(J. Dewey, 1859-1952) 등에 의한 사회적 교육사상,
④ 감정적 자유주의에 입각한 교육관도 반대하고, 개인의 자유를 억제하는 사회적 교육관도 비판하면서 개인과 사회의 문제를 같이 해결하려는 독일의 부데(G. Budde, 1865-1944)·린데(E. Linde, 1864-1943) 등에 의한 인격주의 교육사상,
⑤ 교육학의 학적 근거를 비판철학에서 구하는 독일의 나토르프(P. Natorp, 1854-1924) 및 콘(J. Cohn, 1869-1947) 등에 의한 비판주의 교육사상,
⑥ 교육을 역사적으로 발달한 문화를 후대에 전달, 발전시키는 작용으로 보는 독일의 딜타이(W. Dilthey, 1833-1911)·슈프랑거(E. Spranger, 1882-1963) 등에 의한 문화주의 교육사상,
⑦ 교육은 사회의 기능이며, 교육학이란 교육사실 및 그 현상을 기술하는 것이라고 보는 독일의 크리크(E. Krieck, 1882-1947) 등에 의한 현상학적 교육사상 등이 있다.
또 미국을 중심으로 하여 나타난 것을 보면,
① 생물학적 진화사상과 실용주의에 입각하여 아동의 생활중심·활동중심 교육을 강조하는 듀이 및 킬패트릭(W. H. Kilpatrick, 1871-1965) 등에 의한 진보주의,
② 전통적 문화내용 가운데 본질적 요소의 전달을 중시하는 배글리(W. C. Bagley, 1874-1946)를 중심으로 한 본질주의,
③ 실용주의 진리관을 전연 부정하고 진리의 절대성·불변성을 주장하는 미국의 허친스(R. M. Hutchins, 1899-1977), 프랑스의 마리탱(J. Maritain, 1881-1973)을 중심으로 한 항존주의(恒存主義),
④ 진보·본질 및 항존주의를 종합·비판하고 교육목적을 사회적 자아의 실현에 두는 브라멜드(T. Brameld, 1904-?)에 의한 재건주의 사상 등이 있다.

### 사상

#### 자유주의
개인에 대한 '구속 없는 상태'에서 개성의 자유·활발한 신장을 강조하는 사상이다. 19세기 후반에 나타난 획일적 주지주의(主知主義)의 반동으로 나타난 것으로 특히 루소(J. J. Rousseau, 1712-1778)의 영향을 많이 받았다. 루소는 그의 교육소설 <에밀(Emile)>에서 "아동은 성인의 축소형이 아니다. 아동은 아동으로서의 독자적 세계와 인격이 있다"라고 하면서 아동을 억압·구속하는 기성사회·문화를 좋지 않은 것으로 보고 자연의 과정에 따른 교육을 주장하는 자연주의 교육설을 주장하였는데, 자유주의 사상가들은 이를 배경으로 아동 인격의 독자성과 그 내부 성능의 자유스러운 발전을 교육목적으로 하고 있다. 교육내용과 방법도 일정한 교과목을 일정한 교실 안에서 주입하기보다 표본·실물이 있는 진열장에서 아동 스스로의 관찰을 통한 학습과 정서의 함양을 중시하고 있다. 모든 외적인 주입(注入) 및 구속(拘束) 같은 것은 낡은 교육방법으로 보고 되도록이면 아동 자신의 활발한 개성신장을 도모할 수 있는 독창적 방법을 체득한 교사를 요구한다. 그 대표적 이론가로는 케이, 구를리트, 몬테소리가 있다.

#### 실험주의
실험주의 사상은 감정적 자유주의 교육사상과는 달리 인간의 소질과 외부 영향과의 관계에 대한 실험적 연구를 토대로 하여 교육방법을 결정하려고 한다. 실험주의 교육사상의 발달을 촉진시킨 학문은 생리학·아동심리학·사회통계학·인류학 등이다. 실험주의 방법의 특색은 실험·관찰·통계 등의 방법을 많이 이용한다는 데 있다. 실험주의 교육학은 종래의 직관적·사변적인 방법보다 실험에 의한 객관적 원리를 중시하고, 개인의 의견보다 사회적 통계를 중시하며, 윤리학·심리학보다 생물학·인류학 등의 자연과학을 보조학문으로 채택하고 있다. 이 사상의 대표적 이론가는 독일의 라이·모이만 등이다.

#### 사회적 교육사상
독일의 계몽적 풍조에서 일어난 개인주의·이기주의 및 공리주의적 교육사조와 헤르바르트 및 그 일파의 주지주의 교육의 반동으로 일어난 것으로, 교육의 사회적 관련성과 사회적 영향을 중시하는 교육설이다. 여기에는 베르게만(P. Bergemann), 듀이(J. Dewey) 같은 실증적 경험주의에 입각한 설과 나토르프(P. Natorp)와 같이 루소나 페스탈로치의 사상을 기조(基調)로 한 이상주의적 경향을 띤 설이 있다.

#### 인격주의
20세기 초에 독일을 중심으로 일어난 사상으로 자연주의·경험주의 및 구(舊)이상주의, 그리고 개인주의와 사회적 견지의 대립된 교육사상을 종합하는 지위에 있는 교육사상이다. 곧 인간의 본질인 정신생활의 주 요점인 인격을 존중하고, 존엄한 인격을 기르기 위하여 여러 가지 교육적 견해를 종합하려고 하는 사상이다. 셸링(F. W. J. Schelling)의 예술적 세계관에 기초를 둔 린데(E. Linde)와 오이켄(R. Eucken)의 신(新)이상주의 철학에 배경을 둔 부데(G. Budde)의 교육설이 유명하다. 인격적 교육설의 관점에는 많은 차이점도 있으나 공통점도 적지 않다.
공통점으로는
① 자녀의 인격도야를 교육목적으로 하고,
② 교사의 인격에 감화·공명하도록 교육방법을 개선하려는 점이다.

#### 비판주의
비판적인 교육사조는 개인주의·자연주의·실증주의적 교육사상에 대한 이상주의 교육사조로, 신(新)칸트파인 나토르프(P. Natorp)의 규범적 교육사상이 그 대표적인 것이다.
비판적 교육설의 요점은
① 교육의 본질이란 존재를 당위(當爲)에까지 도야하는 것으로, 교육학은 규범적 법칙의 확인과 철학에 의해야 하고,
② 교육목적은 경험적·생물학적으로 설정하지 말고, 가치적 존재인 인간의 초경험적 이상에서 세워야 한다. 따라서 가치활동은 생물학적 생활에 이용되는 수단·도구가 아니요 그 자체가 목적이며,
③ 교육의 방법은 심신의 요소적 기능의 인과법칙에 따라 결정하지 말고, 규범과학 그 자체의 법칙 또는 각종 문화영역 그 자체의 법칙에 따라 방법을 결정해야 한다 등이다.

#### 문화주의
문화주의 교육사상은 자유주의·사회적 교육·인격주의·비판주의 교육사상에 딜타이(W. Dilthey)의 생명철학, 리케르트(H. Rickert)의 가치철학 및 후설(E. Husserl)의 현상학을 가미하여 종합한 사상이다. 대표적 이론가로는 딜타이와 리트(T. Litt)가 그 중심 인물이다.

#### 현상학적 교육사상
교육의 사상 그 자체의 본질을 객관적으로 인식하고 기술하려는 입장을 취한다. 인격주의 교육이 인격을 중시하고, 비판주의 교육사상이 교육을 이성화의 과정에서만 보려 하고, 문화주의 교육사상이 교육을 문화와 관련해서 생각하는 데 반(反)해 나타난 사상이다. 그 대표적 이론가는 독일의 크리크이다.

#### 진보주의
진보주의 교육은 영국의 경험론과 공리주의 및 다윈의 진화론과의 결합에 의하여 이루어진 실용주의에 기반을 두고, 전인적(全人的) 인간육성을 목표로 하고 있다.
진보주의 교육사상에 의하면 교육목적은 아동의 개성을 계발하여 사회생활에 유용한 적응을 할 수 있는 완전한 인간으로 성장·발달시키는 데 두고 있고, 교육내용은 아동 자신의 생활경험 중심적인 교육과정을 중시하며, 방법은
① 집단적 활동으로서의 회의·협의·계획·참여 등 사회화의 방법,
② 지적 경험·실제적 경험·사회적 경험·미적 경험·정의적 경험 등 다방면의 경험적 방법,
③ 지식·이해·기능·태도·흥미 등의 종합적 학습방법의 중시,
④ 자주적·능동적인 학습을 위해 아동 자신이 문제를 선택·계획하고, 실행·평가하는 문제법·구안법(構案法) 등을 사용한다.

#### 본질주의
사회의 전통적 문화내용 가운데 본질적인 지식·법칙·기능을 발견하여 다음 세대에 전달하는 것을 중시하는 교육사상이다. 진보주의가 아동중심 교육으로 치우치는 데 대해 절충적 입장을 취하고 있다.
교육내용으로는 개인적 경험보다 민족적 경험이 포함된 전통적 교과과정을 중시하며, 교육방법으로는 진보주의와는 대조적으로
① 이해보다는 습득을,
② 학생의 자율적 학습보다는 교사의 지도를,
③ 자유보다는 훈련을,
④ 학생의 일시적 흥미보다는 노력을 강조한다.
대표적 이론가로는 배글리(W. C. Bagley)와 혼(H. H. Horne) 등이 있다.

#### 항존주의
시공(時空)을 초월하여 항구적으로 불변하는 진리를 포함하고 있는 고전(古典)과의 대화를 통해, 인간 지성의 계발을 목표로 하는 교육사상이다. 그 대표적 이론가는 미국의 로버트 허친스, 프랑스의 자크 마리탱 등이다.

#### 재건주의
교육은 사회개혁의 역군이 되고 선봉이 되어야 한다는 사상으로, 1950년대 이후 미국의 브라멜드가 진보주의·본질주의·항존주의 사상을 종합·비판, 주장한 사상이다. 대표적 이론가로 브라멜드(T. Brameld)·라우프(R. B. Raup) 및 벤(K. D. Benne) 등이 있다. 브라멜드는 현대 문명이 위기에 봉착하고 있는 이때, 현재에만 집착하는 진보주의나 과거만을 동경하는 본질주의나 항존주의와 같은 교육사상으로서는 현대문명의 위기를 극복할 수 없다고 생각하고, 내일을 위한 보다 과감하고 선구적인 교육이 요청된다고 주장했다. 재건주의의 궁극적 교육목적은 사회적 자아실현에 두고 있다. 브라멜드는 현대문명이 소수의 독점자본에 지배당하고 있는 한 그 파멸은 필연적인 사실이라고 주장했고, 이러한 위기를 벗어나려면 교육을 통해 민중의 지배를 확립하여 사회정의가 실현될 수 있는 경제적 균등이나 민주사회의 재건이 가능하도록 되어야 한다고 보았다. 또한 그는 대학준비교육이나 직업훈련보다는 사회적 자아의 실현을 위한 일반교육을 중시하고, 그 내용에 있어서도 고전보다는 지역사회활동·집단작업·기술연마 등 어떤 경험이 그 목적달성에 기여하느냐에 따라 가치를 평가하려 한다.
학습방법으로는
① 자기의 직접경험이나 역사 과학 등 타인의 간접경험을 통한 학습,
② 지역사회 및 교실에서의 자유롭고 정확한 의사소통을 통한 학습,
③ 소수의 의견을 용납하는 공개적 참여와 다수 합의를 통한 학습,
④ 집단적 활동을 통한 학습 등을 중시한다. 교육제도로는 국민의 공교육(公敎育)을 위해 중등교육을 핵심으로 한 방법을 생각하고 있다.
그리고 학교를
① 유아학교 4년(2-5세),
② 하급 초등학교 6년(6-11세),
③ 상급초등학교 5년(12-16세),
④ 중등학교 4년(17-20세) 등으로 구분하고,
대학교육 외에도 성인교육을 제도면에 반영시키고 있다.

## 같이 보기
- 학습 이론
- 이해중심 교육과정(en:Understanding by Design, UbD)
- 교육철학
- 커리큘럼 이론(en:Curriculum theory, CT)
- 서양 현대의 교육